# Războiul stelelor (franciză)
Războiul stelelor (engleză Star Wars) este o serie de filme științifico-fantastice despre spațiul cosmic, concepută de George Lucas. Primul film din serie a fost difuzat în 25 mai 1977 de 20th Century Fox și a devenit un fenomen de cultură populară, răspândit în lumea întreagă, după care au urmat încă două filme, difuzate la distanță de trei ani. La șaisprezece ani după difuzarea ultimului film din trilogie, a fost difuzat primul film dintr-o nouă trilogie a cărei acțiune se petrece înaintea celei dintâi, tot la o distanță de trei ani. Ultimul film din noua trilogie a fost difuzat în 19 mai 2005.
În 2012, compania Walt Disney a cumpărat Lucasfilm, obținând dreptul de a distribui toate filmele viitoare. Astfel, în 2015 a fost începută o a treia trilogie, care are loc după evenimentele celei originale, precum și două filme antologice, ce au drept protagoniști personaje diferite, dar se leagă cu povestea principală, și anume Rogue One și Solo.
Din 2008, câștigurile seriei de filme formată din șase părți Războiul stelelor au fost totalizate la aproximativ 4.3 miliarde $, făcându-l să fie a treia serie cu cele mai mari încasări din lume, după seria James Bond și Harry Potter.
Seria de filme Războiul stelelor a dat naștere altor mijloace ale mass-mediei, incluzând cărți, seriile de televiziune, jocuri video și benzi desenate. Aceste suplimente ale trilogiilor filmului cuprind Universul extins al filmelor Războiul stelelor și au avut ca rezultat dezvoltarea semnificativă a universului fictiv al seriei. Aceste mijloace ale mass-mediei au continuat seria în perioada intermediară dintre trilogiile filmului. În 2008, Războiul stelelor: Războiul clonelor (film) a fost lansat în cinematografe, ca fiind primul film din lume din seria Războiul stelelor lansat în afara principalelor trilogii. A fost primul film animat din această serie și era conceput pentru a fi o introducere în Universul extins al filmelor seriale cu același nume, o serie animată în 3 dimensiuni, făcută pe calculator, pe baza seriei animate în două dimensiuni din 2003, Războiul stelelor: Războiul clonelor (serial TV din 2003). În 2008, a început să fie difuzat serialul Războiul Stelelor: Războiul Clonelor, ca o continuare a filmului cu același nume și înlocuitor al serialului din 2003. Acesta s-a încheiat în 2014 (cu un sezon final urmând să fie lansat în februarie 2020), dar compania a mai produs de atunci și alte seriale de succes, precum Star Wars Rebels, Star Wars Resistance, și The Mandalorian.

## Decorul filmelor
Evenimentele descrise în Războiul stelelor au loc într-o galaxie fictivă. Multe specii de creaturi extraterestre (adesea umanoide) sunt descrise. Diverși roboți sau androizi, sunt de asemenea prezenți, fiind obișnuiți și în general construiți pentru a-și servi proprietarii. Călătoria în spațiu este foarte obișnuită și multe planete din galaxie sunt membre ale Republicii Galactice, mai târziu reorganizată ca Imperiul Galactic, iar ulterior în Primul Ordin.
Unul dintre elementele remarcabile din Războiul stelelor este "forța", care este o formă omniprezentă de energie care poate fi utilizată de cei care au acea capacitate. Este descrisă în primul film produs ca "un câmp energetic, creat de toate creaturile vii, care ne înconjoară, ne emoționează, [și] păstrează galaxia la un loc."

## Istoria producției
În 1974 după ce a avut succes cu filmul American Graffiti, George Lucas începe să se gândească să ecranizeze ce avea el în minte, adică Războiul stelelor; a început prin a scrie scenariul. Primul personaj la care s-a gândit a fost Darth Vader. În 1975 a început filmările în Tunisia.

### Scenariul
Când cei de la studiourile 20th Century Fox au vrut să vadă ce realizase până atunci, Lucas le-a arătat vreo 20 minute din film, la care toți au zis că este un dezastru și aproape nu mai avea nici o șansă să fie transpus pe ecran. În ciuda tuturor dezaprobărilor Războiul stelelor este lansat în mai, 1977 și devine unul dintre cele mai mari succese de casă. Alec Guiness, actorul care l-a interpretat pe Obi-Wan Kenobi a cerut 2% din vânzări asta înseamna 8 milioane USD. Lucas a devenit așa bogat încât și-a deschis propriul studio. „Episodul IV: O nouă speranță” care pe atunci se numea simplu „Războiul stelelor” a câștigat 6 premii Oscar. Dat fiind succesul filmului, Lucas a mai făcut două părți, una în anul 1980 adică Imperiul contraatacă care a obținut și el un premiu Oscar și Întoarcerea lui Jedi din 1983. Timp de 16 ani George Lucas nu a mai creat nici un film Războiul stelelor preferând să aștepte ca tehnologia să avanseze îndeajuns de mult ca să se potrivească cu viziunea lui. Când a văzut ce-a făcut Steven Spielberg cu Jurassic Park a decis că e timpul să facă o a doua trilogie Războiul stelelor și primul film din această trilogie a fost lansat în anul 1999 ce se numea „Războiul stelelor episodul I: Amenițarea fantomei”. Al doilea episod care se numește „Atacul clonelor” a fost făcut integral digital și a fost lansat în 2002. Cel de-al treilea și ultimul episod din saga Războiul stelelor se numește „Răzbunarea Sith” și face legatura cu prima trilogie, a fost lansat în anul 2005.

### Coloana sonoră
Deoarece George Lucas a dorit o coloană sonoră în genul muzicii din filmul 2001: Odiseea spațială, l-a angajat pe compozitorul John Williams, care a compus coloana sonoră pentru toate cele șase filme. În prima trilogie muzica este mai liniștită, iar în a doua aceasta devine mai ritmată.

## Filme

### Episodul I - Amenințarea Fantomei
Filmul începe cu prezentarea pe ecran a unui text din care reiese că Republica Galactică este într-o perioadă de declin. Ca răspuns la o impozitare a rutelor comerciale, Federația Comerțului organizează o blocadă cu nave spațiale de luptă în jurul planetei Naboo. Cancelarul Republicii, Valorum, trimite doi cavaleri Jedi, Qui-Gon Jinn și pe Padawan-ul (ucenicul) său, Obi-Wan Kenobi, să negocieze cu viceregele Federației Comerțului Nute Gunray pentru a opri blocada.
Cu toate acestea, consilierul secret al Federației Comerțului Lordul Sith Darth Sidious ordonă viceregelui să-i ucidă pe cei doi cavaleri Jedi și să invadeze planeta Naboo cu o armată de roboți de luptă. Cei doi Jedi reușesc să scape de la bordul navei viceregului și ajung pe Naboo. Aici, Qui-Gon îl salvează pe proscrisul Gungan Jar Jar Binks de la a fi strivit de viu de un tanc al Federației. Dator cu viața sa către cavalerul Jedi, Jar Jar îi duce la orașul subacvatic Otoh Gunga, acolo, cavalerii Jedi încearcă fără succes să convingă Gunganii să apere planeta Naboo; ei obțin doar un mijloc de transport acvatic pentru a ajunge în capitala Theed aflată la suprafață în partea cealaltă a planetei..
Regina Naboo, Amidala, este prinsă de armata Federației, dar este salvată de Jedi. Regina scapă de pe Naboo împreună cu Jedi pe nava ei personală, care este avariată în timp ce încearcă să străpungă blocada din jurul planetei. Nava ajunge pe planeta Tatooine unde are nevoie de reparații pentru a mai zbura din nou. Qui-Gon se aventurează în așezarea Mos Espa din apropiere împreună cu Jar Jar și cu astro-robotul R2-D2 pentru a găsi un magazin de vechituri pentru a cumpăra un nou generator de hiper-propulsie. Regina merge împreună cu ei, dându-se drept sclava Padme, după ce și-a schimbat identitatea cu dublura sa Sabe înainte de a părăsi planeta Naboo.
În timp merg prin oraș, ei se întâlesc cu un copil de nouă ani care era sclav, Anakin Skywalker. Anakin este un pilot talentat și inginer care și-a creat propriul robot de protocol, C-3PO, pentru a-l ajuta cu treburile casei. Qui-Gon simte o prezență puternică a Forței în persoana băiatului și bănuiește că acesta ar putea fi „Cel Ales” din profeția Jedi, cel care va aduce echilibru Forței. Qui-Gon face un pariu cu stăpânul lui Anakin, Watto, pentru a-l lăsa să participe la o cursă de vehicule, dacă Anakin câștigă va fi eliberat și nava lor va fi reparată, dacă băiatul pierde atunci Watto va primi nava. Qui-Gon află, de asemenea, că Anakin a construit propriul său vehicul de curse. Anakin câștigă întrecerea și se alătură grupului pentru a fi instruit ca un Jedi, dar este obligat să o părăsească pe Shmi, mama sa. Înainte de părăsirea planetei, sunt atacați de ucenicul lui Darth Sidious, Darth Maul, care a fost trimis pentru a prinde regina.
După ce scapă de atac, cei doi Jedi o escortează pe regină pe planeta capitală a Republicii, Coruscant, pentru a susține cauza oamenilor săi în Senatul Galactic. Qui-Gon informează Consiliul Jedi despre atacul recent de pe Tatooine și despre faptul că suspectează că atacatorul său este un Sith. Qui-Gon, de asemenea, cere să-l instruiască pe Anakin ca pe un Jedi, dar Consiliul, preocupat de faptul că viitorul băiatului este umbrit de teamă, refuză să-l lase. Între timp, senatorul Palpatine, reprezentant al planetei Naboo în Senat, o convinge pe regină să depună o moțiune de cenzură împotriva cancelarului Valorum în încercarea de a se alege un cancelar puternic, care să fie în stare să pună rapid capăt conflictului. Ea face acest lucru, dar din ce în ce mai frustrată de corupția din Senat, decide în cele din urmă să se întoarcă pe Naboo alături de cavalerii Jedi.
După ce ajung pe Naboo, Padmé le dezvăluie că ea este adevărata regină Amidala, cealaltă „regină” fiind doar o momeală. Padmé reușește să convingă Gunganii să formeze o alianță împotriva Federației Comerțului. În timp ce Jar Jar conduce poporul său într-o luptă împotriva armatei de roboți, Regina încearcă să-l prindă pe Gunray în Theed, Anakin pilotează un Starfighter vacant (din întâmplare) și se alătură luptei împotriva navei de control a roboților. Încercând să găsească o modalitate de a părăsi lupta, Anakin ajunge accidental într-un hangar al navei de control, unde trage în câțiva roboți, dezactivând totodată senzorii și motoarele navei, ceea ce duce la distrugerea navei și la oprirea armatei de roboți de la suprafața planetei Naboo.
Între timp, Obi-Wan și Qui-Gon se întâlnesc din nou cu Darth Maul și începe un duel cu sabia-laser. În ciuda aptitudinilor deosebite a lui Maul, Obi-Wan și Qui-Gon îl forțează treptat-treptat să cedeze. Cu toate acestea, Obi-Wan este blocat de o barieră temporară de energie pe o platformă. În acest timp Qui-Gon se luptă singur cu Maul care îl înjunghie mortal în piept. Obi-Wan trece de barieră și într-un acces de furie taie în două arma lui Maul formată din două săbii laser. Maul însă îl dezarmează și-l aruncă într-un tunel. Obi-Wan se prinde de o muchie, se calmează, sare afară din groapă și prinde cu ajutorul Forței sabia lui Qui-Gon și apoi îl taie în două pe Maul, care cade în abis. Cu ultima suflare, Qui-Gon îi cere lui Obi-Wan să-l instruiască pe Anakin și să-i devină profesor, apoi moare. Palpatine este ales noul Cancelar Suprem al Republicii și Gunray este judecat pentru crimele sale. Obi-Wan devine cavaler Jedi cu drepturi depline, iar Consiliul Jedi acceptă ca Anakin să fie Padawan-ul lui Obi-Wan. Cu toate acestea, cavalerii Jedi sunt încă intrigați de recenta reapariție a luptătorilor Sith. Chiar la înmormântarea lui Qui-Gon, Jedi se întreabă dacă Darth Maul a fost un maestru Sith sau doar ucenicul acestuia, deoarece întotdeauna există doi Sith: maestrul și ucenicul. În scena de final, în cadrul unei ceremonii festive, Padmé dă Gunganilor un cadou de apreciere și de prietenie.

### Episodul II - Atacul clonelor
10 ani după victoria Naboo-ului împotriva Federației de Comerț, Republica este amenințată de nou-formata Confederație a Sistemelor Indepentente (CIS), care este organizată de fostul cavaler Jedi și noul ucenic al lui Sidious, Contele Dooku. 
Padme Amidala, acum senator, vine pe Coruscant, dar este aproape asasinată de un vantător de recompense angajat de CIS. Anakin, acum mult mai mare și experimentat, și maestrul său, Obi-Wan, sunt însărcinați cu protejarea lui Padme. Ei o urmăresc și prind pe asasină, pe nume Zam Wesell, dar ea este otrăvită cu o săgeată de către partenerul ei, înainte să-i poată dezvălui identitatea. Anakin continuă misiunea de a o apăra pe Padme și pleacă împreună cu ea pe Naboo, în timp ce Obi-Wan analizează săgeata și află că provine de pe o planetă care nu apare în nicio hartă. 
Totuși, el pleacă să investigheze și găsește planeta Kamino, unde descoperă o întreagă armată de clone, la dispoziția Republicii. Baza clonelor este un vanător de recompense pe nume Jango Fett care locuiește pe Kamino împreună cu "fiul" său, Boba Fett. Obi-Wan descoperă că Jango este asasinul căutat și îl urmărește pană pe planeta Geonosis, capitala secretă a CIS. Obi-Wan este capturat, dar reușește să trimită un mesaj de ajutor lui Anakin. 
Acesta a petrecut timp cu Padme pe Naboo, unde cei doi s-au îngrăgostit, lucru împotriva Codului Jedi. Însă Anakin are viziuni de rău cu mama sa, astfel că ei pleacă pe Tatooine unde descoperă că a fost vandută și eliberată de sclavie de către un fermier care s-a căsătorit cu ea, însă a fost prinsă de oamenii nisipului (Tusken Riders). Anakin merge în satul acestora unde își vede mama murind în brațe. Plin de furie, el omoară nemilos fiecare Tusken, făcand primul pas către Partea Întunecată a Forței. 
Anakin și Padme primesc mesajul lui Obi-Wan și, împreună cu R2 și C3PO, călătoresc spre Geonosis, unde sunt de asemenea capturați. Anakin, Obi-Wan și Padme sunt pe cale să fie omorați într-o arenă, dar sunt salvați de către Maestul Windu și o mulțime de Jedi. Windu îl omoară pe Jango Fett în timpul luptei, ceea ce duce la ura lui Boba față de Jedi. Jedii sunt depășiți numeric, dar apare Yoda cu noua armată de clone. Republica caștiga lupta, în timp ce Anakin și Obi-Wan încearcă să-l oprească pe Dooku să scape cu planurile secrete ale unei super arme. Dooku îi învinge și îi taie o mană lui Anakin, dar apare Maestrul Yoda. Cum acesta este foarte puternic, Dooku creează o diversiune și scapă, ducand planurile secrete stăpanului său, pe Coruscant. 
Jedii se bucură de victorie, însă Cancelarul Palpatine îi anunță că acesta reprezintă doar începutul a ce va deveni cunoscut drept Războiul Clonelor. La final, Anakin primește o mană nouă robotică și se căsătorește în secret cu Padme, cu R2 și C3PO ca martori.  

### Episodul III - Răzbunarea Sith
După 3 ani lungi, Războiul Clonelor se apropie de sfârșit. CIS are un nou conducător temut, cyborgul Generalul Grievous. El reușește să-l captureze pe Cancelarul Palpatine, ceea ce duce la o bătălie spațială deasupra Coruscantului. Anakin și Obi-Wan sunt însărcinați cu salvarea Cancelarului. Cei doi reușesc să se infiltreze la bordul navei lui Grievous și îl confruntă pe Contele Dooku. Anakin reușește să-l învingă și, în ciuda Codului Jedi, îl ucide. Cei 2 doi Jedi și R2 îl salvează pe Cancelar, aterizand cu greu nava pe Coruscant, însă Grievous reușește să scape. Pe Coruscant, Anakin se întalnește cu soția sa secretă, Padme, care îl anunță că este însărcinată. Însă acest lucru duce la alte viziuni ale lui Anakin, el văzand-o pe Padme murind la naștere.  
Cancelarul Palpatine îl numește pe Anakin reprezentantul său în Consiliul Jedi, dar acesta refuză să-i acorde rangul de Maestru, ceea ce duce la dispariția încrederii în Jedi a lui Anakin. Palpatine îi dezvăluie de asemenea lui Anakin puterile Părții Întunecate a Forței, inclusiv cea de a-i salva pe cei dragi. Între timp, Obi-Wan călătorește pe planeta Utapau unde îl găsește și omoară pe Generalul Grievous, iar Maestul Yoda pe planeta Kashyyyk, pentru a-i ajuta pe wookie să se apere de atacul droizilor de luptă.  
Palpatine îi dezvăluie lui Anakin că el este Sithul căutat, Darth Sidious. Astfel Maestrul Windu încearcă să-l aresteze pe Cancelar, dar este întrerupt de Anakin. Cum Windu vrea să-l omoare pe Lordul Sith iar Anakin are nevoie de el pentru a învăța puterile Părții Întunecate, el îi taie mana lui Windu, lăsandu-l pe Palpatine să-l electroctueze și omoare. Astfel, Anakin a făcut pasul final către Partea Întunecată și devine noul ucenic al lui Sidious, Darth Vader.  
Sidious îl trimite pe Anakin la Templul Jedi pentru a anihila pană la ultimul Jedi, în timp ce el execută Ordinul 66, care constă în omorarea tuturor generalilor Jedi de către proprii lor soldați clone. Din fericire, Yoda și Obi-Wan supraviețuiesc. Astfel, Ordinul Jedi este eradicat și începe tirania Sithilor. Palpatine îl trimite pe Anakin pe planeta Mustafar pentru a-i elimina pe liderii rămași ai CIS, în timp ce el transformă Republica în primul Imperiu Galactic, cu el ca împărat.  
În timpe ce Anakin îi măcelărește pe toți liderii separatiști rămași, eliminand astfel CIS pentru totdeauna, Obi-Wan și Yoda se întalnesc cu cațiva senatorii care au decis să se întoarcă împotriva lui Palpatine. După ce cei doi vizionează înregistrările de la Templul Jedi , Obi-Wan este complet șocat și îndurerat să descopere că ucenicul său a trecut de Partea Întunecată. Yoda decide că, pentru a-i opri pe Sith, nu au de ales și trebuie să-i omoare atat pe Sidous, cat și pe Anakin.  
Yoda îl confruntă pe Împărat, dar este învins și nevoit să fugă. Între timp, Obi-Wan îi spune și lui Padme ce s-a întamplat, întristand-o. Ea se duce pe Mustafar să vorbească cu Anakin, însă Obi-Wan se ascunde în nava ei. Pe Mustafar, Padme descoperă că Anakin chiar s-a schimbat iar acesta, într-un acces de furie, o sugrumă, lăsand-o inconștientă. Obi-Wan se duelează cu Anakin, duelul terminandu-se cand Obi-Wan îi taie ambele maini și picioare fostului său ucenic. Îndurerat, Obi-Wan pleacă, lăsandu-l pe Anakin în viață, dar foarte rănit.  
Împăratul simte durerea ucenicului său și vine să-l salveze. În timp ce Obi-Wan o duce pe Padme la o stație medicală, Împăratul face același lucru cu Anakin. Astfel, în același timp, se nasc cei doi gemeni ai lui Anakin, Luke și Leia, precum și noua identitate a acestuia, temutul Darth Vader. Padme moare la naștere iar Vader, după ce află de moartea soției lui, își dezlănțuie furia, devenind astfel cea mai puternică persoană din galaxie.  
Yoda își ia rămas bun de la Obi-Wan și pleacă să se ascundă pe planeta mlăștinoasă Dagobah. Senatorul Bail Organa o adoptă pe Leia și, împreună cu alți senatori, începe ideea unei rebeliuni împotriva Imperiului. Obi-Wan se ascunde și el, pe planeta Tatooine, unde îl lasă pe Luke în grija unor fermieri. În timp ce Împăratul și Darth Vader privesc construirea super armei cunoscute ca Steaua Morții, fermierii se uită spre asfințit împreună cu Luke, singura speranță rămasă a galaxiei.  

### Solo
La puțin timp după începutul tiraniei Imperiului, pe planeta Corellia, copiii orfani sunt nevoiți să fure pentru a supraviețui. Cuplul Han și Qi'ra reușesc să scape de o bandă locală. Ei mituiesc apoi un ofițer imperial cu niște coaxiu furat, un combustibil puternic pentru hiperspațiu, în schimbul accesului pe un transportor care se pregătește să plece. Totuși, înainte de a se putea îmbarca, Qi'ra este reținută de către urmăritorii. Han promite să se întoarcă la ea și se alătură Marinei Imperiale în calitate de cadet de zbor. Când ofițerul care se ocupă cu recrutarea îi cere numele de familie, Han spune că este singur, fără familie. Astfel, recrutorul îi oferă numele de familie "Solo".
Trei ani mai târziu, Han este dat afară din Academia de Zbor Imperială pentru insubordonare și devine un soldat în timpul unei lupte pe Mimban. El întâlnește un grup de infractori care se prefac că sunt soldați imperiali, conduși de Tobias Beckett. Han încearcă să-i șantajeze să-l ia cu ei, dar Beckett îl lasă să fie arestat și aruncat într-o groapă, unde să fie mâncat de o bestie: un Wookiee numit Chewbacca. Han reușește să învețe limba lui Chewbacca și îl convinge să lucreze în echipă pentru a scăpa. Beckett îi salvează și îi invită să se alăture bandei, pentru a-i ajuta să fure un transport de coaxiu pe Vandor-1. Planul nu merge conform planului atunci Cloud Riders apar, conduși de Enfys Nest, care omoară doi membri ai echipei, Rio Durant și soția lui Beckett, Val, și distrug tot coaxiul.
Beckett dezvăluie că i s-a ordonat să jefuiască transportul pentru Dryden Vos, un șef de rang înalt al sindicatul infracțional Crimson Dawn. Han și Chewbacca se oferă voluntari să-l ajute să jefuiască un alt transport pentru a-și rambursa datoria. Ei călătoresc pe iahtul lui Vos, unde Han o găsește Qi'ra, care s-a alăturat Crimson Dawn-ului și este acum locotenentul lui Vos. Han sugerează un plan riscant de a fura coaxiul nerafinat din minele de pe Kessel; Vos aprobă dar insistă asupra faptului ca Qi'ra să însoțească echipa. Qi'ra îi duce la Lando Calrissian, un contrabandist și pilot, despre care speră că le va împrumuta nava. Han îl provoacă pe Lando la un joc de sabacc, pariul fiind nava lui Lando. Lando trișează și câștigă, dar este de acord să-i ajute cu misiunea lor, în schimbul unei părți din profit
După ajung pe Kessel la bordul Șoimului Mileniului (nava lui Lando) și se infiltrează în mină, copilotul droid L3-37 al lui Lando începe o revoluție în numele tuturor droizilor sclavi. În haousul creat, ei fură coaxiul, dar L3 este grav avariată și Lando este rănit în timpul evadării. Cu ajutorul computerului de navigație al lui L3, conectat la sistemele navei, Han pilotează nava printr-un traseu periculos și neașteptat pentru a scăpa de o blocadă imperială. Șoimul, grav avariat, aterizează pe planeta Savareen pentru a procesa coaxiul.
În timpul unei confruntări cu Enfys, care a urmărit echipa tocmai de la Vandor, Lando fuge la bordul Șoimului. Enfys îi explică lui Han că ea și echipajul ei nu sunt pirați, dar rebeli încearcă să împiedice sindicatele și Imperiul să obțină putere. Han se alătură cauzei lor și încearcă să-l păcălească pe Vos, dar Beckett i-a trădat și l-a avertizat deja pe Vos. Acesta își trimite gărzile s-o ucidă pe Enfys, dar Cloud Riders îi înving, lăsându-l pe Vos fără apărare. 
După ce anticipează strategia lui Vos, Han încearcă să ia coaxiul, dar Beckett îl trădează pe Vos și scapă cu coaxiul, luându-l totodată pe Chewbacca ostatic. Qi'ra îl omoară pe Vos și îl trimite pe Han după Beckett. Rămasă singură, ea îl contactează pe superiorul lui Vos, Darth Maul, pentru a-l informa despre eșecul misiunii și pentru a-l înlocui pe Vos. Ea nu spune nimic despre Han și îl învinuiește pe Beckett pentru tot.
Han îl prinde din urmă pe Beckett și îl confruntă. Han îl împușcă pe Beckett înainte ca acesta să-l împuște pe el. Înainte de a muri, Beckett îi spune lui Han că a făcut alegerea inteligentă. Qi'ra pleacă în iahtul lui Vos, în timp ce Han și Chewbacca îi dau coaxiul lui Enfys. Aceasta îi oferă lui Han șansa să se alăture revoluțieii împotriva Imperiului, dar el refuză. Astfel, Enfys pleacă, dar nu înainte de-ai da lui Han un flacon de coaxiu, suficient pentru a-și cumpăra o navă. 
Han și Chewbacca îl găsesc pe Lando și îl provoacă la un meci de sabacc de revanșă, din nou cu Șoimul ca miză. Han câștigă, după ce a furat cardul pe care Lando îl ținea în mânecă pentru a trișa, iar apoi pleacă împreună cu Chewbacca spre Tatooine, unde un "gangster mare" face angajări.

### Rogue One
La câțiva ani după începutul domniei Imperiului, cercetătorul Galen Erso locuiește pe planeta Lah'mu, ascunzându-se de Imperiu. El este vizitat de vechiul său prieten, directorul imperial Orson Krennic. Acesta o omoară pe soția lui Galen și îl ia pe acesta cu el, pentru a-l ajuta la construirea unei super armei capabile de distrugerea unei planete, cunoscută ca și Steaua Morții. Însă fiica lui Galen, Jyn Erso, reușește să fugă și se ascunde, până este găsită de Saw Gerrera, un rebel care luptă împotriva tiraniei Imperiului și care o ajută.  
15 ani mai tarziu, pilotul Bodhi Rook trădează Imperiul și pleacă să-i transmită un mesaj lui Saw Gerrera, din partea lui Galen Erso. Cassian Andor, un căpitan din Alianța Rebelă care luptă împotriva Imperiului, află despre Steaua Morții și, împreună cu droidul său loial, K-2SO, o eliberează pe Jyn Erso dintr-un transportor imperial și o duce la baza secretă a Alianței, pe planeta Yavin IV. Acolo liderul Alianței, Mon Mothma, îi spune lui Jyn că are nevoie de ajutorul ei pentru a recupera mesajul de la tatăl ei și să-l găsească pe acesta, pentru a-i ajuta să afle mai multe despre Steaua Morții. În secret, Mothma îi spune lui Cassian să-l omoare pe Galen, considerandu-l prea periculos.  
În ciuda problemelor personale cu Alianța, Jyn pleacă pe planeta-lună Jedha pentru a-l găsi pe Saw Gerrera, acompaniată de Cassian și K-2SO. Saw Gerrera fusese parte din Alianța Rebelă, dar acum și-a format propriul grup de rebeli extremiști și l-a închis pe Bodhi. Pe Jedha, Jyn se împrietenește cu doi foști gardieni ai Templului Jedi de pe Jedha, Chirrut Îmwe și Baze Malbus care li se alătură, și asistă la o ambuscadă din partea rebelilor lui Saw.  
Aceștia îi duc pe toți la Saw care se bucură s-o revadă pe Jyn. El îi arată mesajul de la tatăl ei care îi spune că tot ceea ce a făcut, a făcut pentru ea și că a ascuns o slăbiciune în Steaua Morții: o gaură care odată nimerită va duce la explozia întregii stații de luptă. Între timp, directorul Krennic ordonă  un foc mic din partea Stelei Morții, care distruge întreaga capitală a planetei Jedha. Grupul reușește să scape și îl ia și pe Bodhi, dar Saw rămane și este distrus. La bordul Stelei Morții, Krennic se ceartă cu guvernatorul Grand Moff Tarkin care își asumă meritul pentru succesul stației de luptă.  
Bodhi îi conduce pe toți spre planeta Eadu, unde se află Galen. Cassian ezită să-l asasineze și atunci o escadrilă de nave rebele distrug întreaga bază. Galen este rănit și moare în brațele fiicei lui. La baza Alianței, Jyn vine cu o ideea pentru a lua planurile Stelei Morții care să le arate unde se află slăbiciunea, dar Consiliul Alianței refuză s-o asculte. Astfel, Jyn, împreună cu Cassian, K-2SO, Bodhi, Chirrut, Blaze, și mulți alți rebeli care sunt de acord cu ea formează o echipă secretă, numită Rogue One.        
Rogue One se infiltrează pe planeta Scarif, unde se află planurile. Ei sunt descoperiți, dar întreaga flotă a Alianței Rebele vine să-i ajute. Toții membrii Rogue One sunt omorați în bătălie, cu excepția lui Jyn și Cassian. Ei reușesc să transmită planurile Alianței, în ciuda intervenției lui Krennic. Grand Moff Tarkin ordonă distrugerea planetei de către Steaua Morții, ceea ce îl omoară pe Krennic, precum și pe Jyn și Cassian, care și-au acceptat soarta și se bucură de contribuția lor în începutul învingerii Imperiului.        
Planurile ajung pe o navă mică rebelă care decolează rapid în hiperspațiu, dar este urmărită de un Distrugător Stelar, la bordul căruia se află însuși Darth Vader. La bordul navei rebele se află Prințesa Leia Organa care consideră că planurile reprezintă o speranță pentru Rebeliune.        

### Episodul IV - O nouă speranță
Filmul începe exact de unde s-a terminat Rogue One, cu o mică navă rebelă fiind urmărită de un Distrugător Stelar imperial. Acesta tractează nava, dar planurile Stelei Morții sunt puse de către Prințesa Leia în interiorul droidului astromech R2-D2 care scapă la bordul unei capsule de salvare, împreună cu tovarășul său, C3PO. Temutul Darth Vader urcă la bordul navei rebele și o capturează pe Leia, însă nici urmă de planuri.        
Cei doi droizi ajung pe planeta Tatooine unde sunt cumpărați de tanărul Luke Skywalker, în căutare de aventuri. Luke vede un mesaj înregistrat în interiorul lui R2, de la Leia care îi cere ajutorul lui Obi-Wan Kenobi. Luke, împreună cu cei doi droizi, merge să vorbească cu bătranul Ben care îi dezvăluie că el este de fapt Obi-Wan, un vechi cavaler Jedi. Ben îi povestește despre Jedi și Forță, și îi dă vechia sabie laser a tatălui său, spunandu-i că acesta a fost omorat de mult de către Darth Vader.        
Luke se întoarce acasă, dar îi găsește pe unchiul și mătușa sa omorați de către Stormtrooperi, soldații Imperiului care caută planurile. Astfel, Luke hotărăște să accepte această aventură, de-al livra pe R2 și planurile Alianței Rebele pe planeta Alderaan, casa Prințesei Leia. Luke, Ben, R2 și C3PO se duc la cantina Mos Eisley unde îi angajează pe contrabandiștii Han Solo și partenerul său Wookie, Chewbacca, să-i ducă pe toți patru pe Alderaan cu nava lor, Millennium Falcon. Între timp, guvernatorul Grand Moff Tarkin îi demonstrează lui Leia puterea Stelei Morții, distrungând planeta Alderaan.        
Grupul ajunge în sistemul Alderaan unde sunt tractați la bordul Stelei Morții. Aici, Luke, Han și Chewbacca o salvează pe Leia, în timp ce Ben dezactivează unda tractoare și îl înfruntă pe Vader. Grupul evadează la bordul Falconului, dar Ben se sacrifică și se lasă omorat de Vader. Grupul ajunge la baza rebelă pe planeta Yavin IV, fără să știe că au fost urmăriți de Imperiu.        
Alianța Rebelă analizează planurile și pornește un atac asupra Stelei Morții. Are loc o bătălie spațială, iar Luke este încolțit de Darth Vader. Din fericire, el este salvat de Han și Chewie care au decis să se alăture Rebeliunii și care alungă nava lui Vader. Luke, ghidat de spiritul lui Ben, folosește Forța și distruge întreaga stație de luptă.        
Pe Yavin, Leia le acordă lui Luke și Han medalii pentru eroismul lor.

### Episodul V - Imperiul Contraatacă
3 ani după distrugerea Stelei Morții care a reprezentat prima victorie importantă a Alianței Rebele împotriva Imperiului, rebelii se ascund de Imperiu pe planeta de gheață Hoth. Darth Vader, obsedat să-l găsească pe Luke Skywalker, cel responsabil de distrugerea stației de luptă, a trimis sonde prin toată galaxia.                
Pe Hoth, Chewbacca și Han încearcă să repare Millennium Falcon-ul, în baza ascunsă a rebelilor, în timp ce Luke patrulează. El vede o sondă imperială, dar este capturat de o creatură uriașă de gheață, numită wampa. Luke reușește să scape, folosind Forța și sabia sa laser, și vede fantoma lui Obi-Wan care îi spune să meargă în sistemul Dagobah pentru a se antrena să devină Jedi cu Maestrul Yoda. Han îl găsește pe Luke și cei doi se întorc la bază.                
Imperiul, care știe acum de amplasarea Alianței, lansează un atac, folosind walkere uriașe, cunoscute ca AT-AT. Han, Leia, Chewie și C3PO scapă la bordul Millennium Falconului și se ascund de Imperiu în interiorul unui asteroid unde Han și Leia se sărută pentru prima dată. Între timp, Împăratul îl anunță pe Vader că au un nou inamic periculos:fiul lui Anakin Skywalker, iar Luke și R2 se prăbușesc pe planeta Dagobah.                
Acolo, Luke începe antrenamentul cu Yoda pentru a deveni Jedi, dar dă dovadă de lipsă de răbdare care îl va conduce spre Partea Întunecată. După ceva timp, Luke are o viziune cu prietenii săi în pericol în Cloud City astfel că, în ciuda sfaturilor lui Yoda și spiritului lui Obi-Wan, pleacă să-i salveze, deși nu era încă pregătit. Între timp, grupul descoperă că asteroidul în care s-au ascuns este de fapt un melc spațial, astfel că pleacă de acolo la timp și se îndreaptă spre Cloud City, condus de vechiul prieten al lui Han, Lando Calrissian. În secret, ei sunt urmăriți de vanătorul de recompense Boba Fett, angajaat de către Darth Vader.                
În Cloud City, grupul este primit cu căldură, însă Lando le întinde o capcană și îi predă lui Vader, în schimbul siguranței orașului. Vader pregătește o cameră de înghețare în carbon, pentru a-l prinde pe Luke. Han este ales ca subiect de test și este înghețat cu succes, fiind predat lu Boba Fett care pleacă să-l livreze gangsterului Jabba the Hutt, care dorește să se răzbune pe Solo. Lando organizează o operațiune de salvare și îi eliberează pe toți, dar nu-l poate opri pe Fett să fugă cu Han. Grupul (inclusiv Lando) ajunge la Millennium Falcon și decolează.                
Între timp, apare și Luke care începe să se dueleze cu Darth Vader. În cele din urmă, Vader îi taie mana lui Luke și îi oferă șansa să treacă de Partea Întunecată. Luke refuză, acuzandu-l pe Vader că i-a omorat tatăl. Atunci Vader îi dezvăluie că el este tatăl lui. Șocat și oripilat, Luke cade intenționat și este prins de Millennium Falcon care se întoarce la flota Alianței Rebele.                
Pe o navă rebelă, Luke primește o nouă mană robotică și, împreună cu Leia, R2 și C3PO, privește cum Chewbacca și Lando pleacă în Millennium Falcon să-l găsească și salveze pe Han.                

### Episodul VI - Întoarcerea Jedi
Aproximativ un an mai târziu, Imperiul construiește o nouă Stea a Morții pentru a distruge Alianța Rebelă odată și pentru totdeauna. Darth Vader vine să supravegheze lucrările și spune că însuși Împăratul va veni. Între timp, Luke și prietenii lui vin cu un plan pentru a-l salva pe Han din ghearele lui Jabba the Hutt.                
Ei se infiltrează pe rând în palatul lui Jabba. Mai întâi intră R2 și C3PO, care sunt oferiți drept daruri. Apoi vine Leia, deghizată într-un vânător de recompense, cu Chewbacca drept prizonier. Lando se află deja acolo, deghizat într-o gardă. Leia îl eliberează pe Han din carbonită, dar este prinsă de Jabba. Astfel Han este închis într-o celulă alături de Chewbacca și Leia devine sclava lui Jabba, el ținând-o pe lângă el în lanț. La final apare și Luke, acum un Jedi experimentat și cu o nouă sabie laser. El îl omoară pe Rancorn, animalul lui Jabba, astfel că toți sunt trimiși să fie mâncați de Sarlacc. Din fericire, Luke are alt plan și îi eliberează pe toți. Leia îl sugrumă pe Jabba, iar Boba Fett cade în Sarlacc. Grupul explodează nava lui Jabba și se întorc la Millennium Falcon.                
Luke se desparte puțin de grup și se întoarce pe Dagobah, pentru a-și termina antrenamentul. Yoda moare însă de bătrânețe, dar îi confirmă lui Luke că Vader este tatăl lui și că mai există un Skywalker. Fantoma lui Obi-Wan îi spune că acel Skywalker este Leia, sora lui geamănă, și că, pentru a deveni un adevărat Jedi, va trebui să-l confrunte pe tatăl său.                
Grupul se întoarce la baza Alianței Rebele care a aflat de a doua Stea a Morții. Astfel, rebelii pregătesc un asalt final, dar au nevoie de cineva care să dezactiveze campul de forță de pe luna împădurită Endor. Acel cineva este o echipă mică de rebeli, condusă de Han Solo. Ei se infiltrează pe Endor cu ajutorul unei nave imperiale furate și se împrietenesc cu nativii, ewokii. Luke îi dezvăluie lui Leia că sunt frați și pleacă să-și confrunte tatăl.                
Rebelii și ewokii atacă baza de unde este transmis câmpul de forță, în timp ce flota rebelă cu Lando care pilotează Millennium Falcon încep asaltul Stelei Morții și Vader îl duce pe Luke în fața Împăratului. Acesta îi dezvăluie lui Luke că totul este o capcană, Steaua Morții fiind complet funcțională și începând să distrugă navele rebele. Acest lucru îl înfurie pe Luke și începe să se dueleze cu tatăl său. Vader este învins, conform planului Împăratului care îi spune lui Luke să-și omoare tatăl și să-i ia locul ca ucenic al său.                
Între timp, ewokii îi ajută surprinzător de mult pe rebeli, permițându-le lui Han și celorlalți să explodeze baza. Acest lucru dezactivează câmpul de forță și îi permite lui Lando să intre și să distrugă generatorul stației de luptă. Luke refuză să i se alăture Împăratului, astfel că acesta începe să-l electrocuteze. Luke este aproape omorât, dar Vader face un sacrificiu nobil și îl aruncă pe Împărat într-o gaură spre reactor, omorându-l. Însă, în timp ce face acest lucru, el este electrocutat și i se distruge costumul care îi permitea să trăiască. Luke îi îndeplinește tatălui său ultima dorință și îi scoate masca pentru ca acesta să-și vadă fiul cu proprii ochi. Vader moare, iar Luke scapă de pe Steaua Morții chiar înainte să explodeze. Pe Endor, Leia îi spune lui Han că Luke este fratele ei și se sărută.                
După funeraliile lui Vader, acum redevenit Anakin Skywalker, rebelii și întreaga galaxie sărbătoresc învingerea Imperiului. Pe Endor, întregul grup (Luke, Han, Leia, Chewbacca, Lando, R2 și C3PO) sărbătoresc în satul ewokilor. Luke este fericit când vede fantomele lui Obi-Wan, Yoda și chiar și a tatălui său care se bucură să vadă că pacea și echilibrul au fost în sfârșit restabilite.

### Episodul VII - Trezirea Forței
30 de ani mai tarziu, Republica a fost reinstaurată și poartă numele de Noua Republică. Ea are drept aliat Rezistența condusă de Generalul Leia Organa. În schimb, din rămășițele Imperiului s-a ridicat Primul Ordin, condus de misteriosul Lider Suprem Snoke, cu Kylo Ren (un luptător misterios al Părții Întunecate) și Generalul Hux ca subordonați. Luke Skywalker se află în exil, astfel că atat Rezistența, cat și Primul Ordin încearcă să-l găsească. Leia îl trimite pe cel mai bun pilot al Rezistenței, Poe Dameron, pe planeta Jakku pentru a recupera harta către Luke.
Poe ajunge într-un sat unde bătranul Lor San Tekka îi dă harta, înainte ca satul să fie atacat de Primul Ordin, condus de Kylo Ren și Căpitanul Phasma. Kylo Ren îl omoară pe Tekka iar Poe îi dă harta droidului său, BB-8, care fuge în deșert. Poe este luat prizonier la bordul unui distrugător stelar unde Kylo  folosește Forța pentru a intra în mintea lui și a afla că harta este în droid. Însă FN-2187, un Stormtrooper care trădează Primul Ordin, îl eliberează pe Poe și amandoi scapă la bordul unui TIE Fighter. Poe îl poreclește pe Stormtrooper "Finn", dar nava este lovită și se prăbușește pe Jakku.
Între timp, BB-8 este găsit de Rey, o fată gunoieră orfană, abandonată pe Jakku de către părinții ei cu mult timp în urmă. Finn se trezește după prăbușire, dar nu-l găsește pe Poe și crede că acesta a murit. Finn ia jacheta lui Poe și se întalnește cu Rey și BB-8 la adăpostul Nima. Toți trei scapă de Primul Ordin la bordul Millennium Falcon-ului, pe care îl găsesc vechi și ruginit langă adăpost.
Nava este tractată de una mai mare, care era pilotată de însuși Han Solo și Chewbacca, care sunt din nou contrabandiști. Ei sunt întrerupți de două bande care vor să se răzbune pe Solo, dar Finn și Rey dau drumul unor bestii numite Rathari care încep să-i urmărească și mănance. Han, Chewie, Finn, Rey și BB-8 scapă la bordul Millennium Falcon-ului, dar unul dintre bandiți anunță Primul Ordin că droidul căutat se află la Han Solo. Între timp, la Baza Starkiller (o planeta transformată într-o super armă, asemănătoare cu Steaua Morții), o hologramă a Liderului Suprem Snoke îi permite Generalului Hux să folosească puterea stației de luptă pentru prima dată și îl întreabă pe Kylo Ren cum își poate controla sentimentele pentru tatăl său, Han Solo. Astfel Kylo Ren este dezvăluit a fi Ben Solo, fiul lui Han și al Leiei. El spune că niciunul dintre părinții lui nu mai înseamnă nimic pentru el. 
Pe Millennium Falcon, Han le arată lui Rey și Finn harta către Luke din interiorul lui BB-8 și le spune cum acesta a încercat să construiască o academie Jedi. Însă unul dintre ucenici, Kylo Ren, a trecut de Partea Întunecată și i-a omorat pe toți ceilalți. Luke a considerat că era vina lui și s-a autoexilat. Grupul ajunge pe planeta Takodana, la barul "reginei talharilor" și o veche prietenă de-a lui Han și Chewie, Maz Kanata. Rey aude o voce din subsol și găsește vechea sabie a lui Luke, care înainte aparținuse tatălui său, Anakin. Aceasta îi declanșează o viziune, despre cum Kylo Ren și misterioșii Cavaleri Ren au distrus academia lui Luke. Maz Kanata apare și îi spune lui Rey că acea sabie face acum parte din destinul ei și că părinții ei nu se vor mai întoarce. Speriată, Rey fuge în pădure și Maz îi dă sabia lui Finn. Între timp, Baza Starkiller trage pentru prima dată și distruge toate planetele care formau Noua Republică dintr-un foc. Primul Ordin vine pe Takodana și distruge castelul lui Maz. Din fericire apare Rezistența care alungă Primul Ordin, dar Kylo Ren o capturează pe Rey. Han și Leia se bucură să se revadă, precum și Finn și Poe. Cu toții se întorc la baza Rezistenței pe D'Qaar unde vizualizează harta din interiorul lui BB-8, dar realizează cu nu e completă. Astfel, fără Luke, Rezistența pornește să distrugă Baza Starkiller.
Finn, Han și Chewie o iau înainte și se infiltrează în bază. Ei o capturează pe Căpitanul Phasma (cu care Finn are probleme personale) care dezactivează campul de forță al bazei și pe care o aruncă într-un compactor de gunoi după ce termină cu ea. Între timp, Rey folosețe Forța pentru a rezista interogării lui Kylo Ren și pentru a se elibera. Ea se reîntalnește cu Finn, Han și Chewie. 
Atacul Rezistenței începe, condus de Poe. Finn, Han, Chewbacca și Rey plantează bombe în camera generatorului, dar sunt întrerupți de Kylo Ren. Han își confruntă fiul și îl roagă să vină acasă cu el, dar acesta refuză și îl ucide. Furios, Chewbacca îl împușcă pe Kylo și declanșează bombele, făcând o gaură care permite Rezistenței să distrugă generatorul. Finn și Rey dau peste Kylo Ren în pădure. Finn îl duelează, dar este învins. Atunci Rey folosește Forța pentru a lua sabia și îl învinge pe Kylo Ren, lăsându-i o cicatrice pe față, dar fisurarea Bazei care a început să se distrugă îi separă. Snoke îi ordonă lui Hux să evacueze și să-l aducă pe Kylo la el, să-i termine antrenamentul. Rey îl duce pe Finn, inconștient, la Falcon și împreună cu restul Rezistenței pleacă înainte ca Baza Starkiller să explodeze.
Întorși la baza de pe D'Qaar, Rezistența vede și cealaltă parte a hărții aflată în interiorul lui R2 și astfel descoperă unde se află Luke. Rey își ia rămas bun de la Finn, care este încă în comă, și pleacă împreună cu Chewbacca și R2 să-l găsească pe Luke. Ei ajung pe planeta pustie Ahch-To unde Rey îi oferă lui Luke vechea sa sabie laser.                

### Episodul VIII - Ultimii Jedi
Rezistența, condusă de generalul Leia Organa, evacuează planeta D'Qaar, fiind amenințați de flota Ordinului Întai. Poe Dameron conduce un contraatac care distruge un Dreadnought de-al Ordinului Întai, în timp ce Rezistența scapă în hiperspațiu. Totuși, contraatacul a fost costisitor și astfel Leia îl retrogradează pe Poe. Primul Ordin, cu ajutorul unui nou dispozitiv inventat de Generalul Hux, îi urmărește și atacă convoiul Rezistenței. Kylo Ren dorește să-și repare reputația în fața Liderului Suprem Snoke, și astfel conduce atacul. Totuși, el ezită să tragă în centrul de comandă al navei mamă după ce simte prezența mamei sale. Astfel, două TIE Fighters trag în locul lui, omorând toți liderii Rezistenței, cu excepția lui Leia care folosește Forța pentru a ajunge înapoi la navă, dar este în stare gravă și are nevoie de îngrijiri medicale. Comanda revine Viceamiralului Holdo, dar Poe nu este de acord cu faptul că aceasta nu vrea să-și dezvăluie planul de a scăpa de Primul Ordin. Astfel, după ce discută cu Maz Kanata, Poe îi trimite pe BB-8, Finn (care și-a revenit din comă) și mecanicul Rose Tico într-o misiune secretă de a găsi un maestru spărgător care să-i ajute să se infiltreze pe nava mamă a lui Snoke, pentru a dezactiva dispozitivul de urmărire în hiperspațiu.                
Între timp, Rey ajunge pe Ahch-To cu Chewbacca și R2-D2 la bordul Millennium Falcon-ului, pentru a -l recruta pe Luke Skywalker să ajute Rezistența. Dar acesta, dezamăgit de eșecul său de a-l antrena pe Ben Solo să devină Jedi, s-a autoexilat și a promis să nu mai folosească Forța. Astfel, Luke refuză să-i ajute, chiar și după ce află despre moartea lui Han Solo. El consideră că e timpul ca Jedii să se termine. În secret, Rey și Kylo comunică prin Forță, nedumerindu-i pe cei doi dușmani. Pe măsură ce cei doi descoperă tot mai multe unul despre altul, fiecare are viziuni viitoare despre ei ca parteneri.                
R2-D2 îl convinge pe Luke s-o antreneze pe Rey să devină Jedi. Totuși, Luke observă întunericul din ea și se teme să nu eșueze așa cum a făcut cu Ben. Kylo Ren îi spune lui Rey ce s-a întamplat cu adevărat între el și Luke. După ce îl confruntă pe Luke, acesta îi spune lui Rey că a încercat să-l omoare pe Ben după ce a simțit întunericul din el și că începea să fie corupt. Totuși, Luke îi spune ceva ce Kylo nu i-a spus: Luke a ezitat, întrucat a realizat că Ben încă era doar un băiat speriat și nesigur. Chiar și așa, acest lucru l-a înfuriat pe Ben și, împreună cu Cavalerii Ren, a distrus Tempul lui Luke și toți studenții lui. Rey crede că încă mai există bine în Kylo și pleacă să-l confrunte, fără ajutorul lui Luke. Acesta se grăbește să ardă cărțile Jedi păstrate într-un copac, pentru a uita de orice amintire legată de Jedi, dar ezită. Atunci apare fantoma lui Yoda care distruge copacul cu un fulger, spunand-ui lui Luke că Rey are tot ce îi trebuie pentru a învăța și că e timpul ca el să învețe din propriul eșec.                
Între timp, Holdo dezvăluie planul ei secret de a evacua membrii rămași ai Rezistenței folosind transportoare mici. Poe, considerand planul prea riscant, pornește o mică rebeliune. Finn, Rose și BB-8 ajung pe planeta Canto Bight, la un cazinou. Aici Finn descoperă cat de mult au de suferit unii pentru a se ajunge la tot luxul. Ei sunt arestați de către poliția locală, dar evadează cu ajutorul unor copii și a unor caii spațiali pe care îi eliberează (numiți fathieri). Ei găsesc un maestru spărgător numit DJ și decolează înapoi spre Rezistență, aflată în pericol. Finn, Rose, BB-8 și DJ se infiltrează pe nava lui Snoke, dar sunt capturați de Căpitanul Phasma care ordonă executarea lor.                
Rey aterizează și ea pe navă, în timp ce Chewbacca și R2 se duc să ajute Rezistența în Millennium Falcon. Rey este capturată de Kylo Ren care o duce în fața lui Snoke. El îi dezvăluie că a controlat conexiunea între ea și Kylo, ca parte a planului său de-al distruge pe Skwalker. Snoke o imobilizează pe Rey și îi ordonă lui Kylo s-o omoare. Dar el refuză și în schimb îl taie pe Snoke în două cu sabia lui Rey, omorandu-l. Rey și Kylo se luptă împreună cu gărzile lui Snoke și le omoară. Rey crede că Ben s-a întors de Partea Luminoasă, dar de fapt el vrea să conducă galaxia, alături de ea. Kylo îi spune lui Rey că părinții ei sunt niște nimeni cărora nu le-a păsat de ea, la fel ca și oricine alt cineva, cu excepția lui. Dar Rey refuză să îi se alăture și cei doi se luptă pentru sabia lui Anakin Skywalker, care se rupe în două.                
Între timp, Leia își revine din comă și oprește rebeliunea lui Poe. Cu toții intră în transportoare și decolează, dar Holdo rămane pe navă. Primul Ordin distruge peste jumătate din transportoare, astfel că Holdo se sacrifică și prăbușește nava în flota Ordinului Întai, inclusiv nava lui Snoke care se rupe două. Acest lucru îi lasă pe Kylo inconștient, permițandu-i lui Rey să fugă, și oprește executarea lui Rose și Finn. Acesta se duelează cu Phasma folosind bastoane electrice iar Finn caștigă. Phasma cade în rămășițele care ard ale navei și moare. Kylo se trezește, o acuză pe Rey de asasinarea lui Snoke și se autoproclamă noul Lider Suprem al Ordinului Întai. Cu toții pleacă de pe navă la timp, înainte ca aceasta să fie distrusă complet.                                                 
Rezistența se ascunde pe planeta Crait și își așteaptă sfarșitul inevitabil. Kylo Ren conduce un asalt asupra bazei lor, folosind walkere uriașe și o armă care le topește ușa. În timp ce Chewbacca și Rey, din Millennium Falcon, distrug TIE Fighter-ele, Finn încearcă  o misiune sinucigașă de a distruge arma, dar este salvat de Rose care este rănită. Finn se întoarce cu Rose la bază, împreună cu Poe și ceilalți care au încercat să încetinească atacul, dar fără succes. În ultimul moment apare însuși Luke care își cere scuze Leiei că nu a fost aici cand era nevoie și pleacă să-l confrunte pe Kylo. După o mică confruntare, acesta țipă de furie cand își dă seama că este doar o hologramă a lui Luke, acesta fiind încă pe Ahch-To. Adevăratul Luke și-a folosit ultimele puteri și, epuizat, moare și devine unul cu Forța. Diversiunea lui Luke îi permite lui Rey să folosească Forța pentru a-i scoate pe toți din bază. Cu toții decolează și scapă la bordul Falconului. Finn se bucură s-o revadă pe Rey și merge să aibă grijă de Rose, încă inconștientă. Rey face cunoștință cu Poe și vorbește cu Leia. Amandouă au simțit moartea lui Luke, dar Leia îi spune că Rezistența are tot ce îi trebuie pentru a renaște.                                                
Pe Canto Bight, unul dintre copii care i-a ajutat pe Finn și Rose privește spre stele și vede Millennium Falcon-ul. El atrage o mătură cu Forța, cu care se joacă ca și cum ar fi o sabie laser. El reprezintă prima scanteie de speranță necesară pentru a readuce pacea și echilibrul în galaxie.                                                

### Episodul IX - Ascensiunea lui Skywalker
Un an mai târziu, Împăratul Palpatine se întoarce din morți și trimite un mesaj de amenințare întregii galaxii, jurând răzbunare. Kylo Ren, acum liderul suprem al Primului Ordin, obține o călăuză Sith, pe care o folosește pentru a-l localiza pe Palpatine pe planeta izolată Exegol, intenționând să-l omoare. Totuși, Palpatine îi spune lui Kylo că el l-a creat pe Snoke pentru a conduce Primul Ordin și a-l ademeni pe el de Partea Întunecată, iar apoi îi dezvăluie o întreagă flotă secretă de Distrugătoare Stelare, pe care promite să i-o înmâneze, atâta vreme cât o găsește și o omoară pe Rey. Între timp, Rey se antrenează să devină Jedi împreună cu Leia la baza Rezistenței, iar Finn și Poe Dameron recuperează niște informații de la un spion secret din cadrul Primului Ordin, de unde află că Palpatine este pe Exegol. Amintindu-și de notițele lui Luke Skywalker despre o călăuză Sith care i-ar putea ajuta să găsească planeta, Rey, Finn, Poe, Chewbacca, BB-8 și C-3PO se îndreaptă la bordul Millennium Falcon-ului spre Pasaana, unde s-a terminat căutarea lui Luke pentru Exegol.
Pe Pasaana, grupul dă peste Lando Calrissian, care le spune de ultima locație cunoscută a călăuzei. Kylo află de locația lui Rey prin conexiunea lor și sosește la rândul său pe Pasaana, împreună cu subordonații săi, Cavalerii Ren. Rey și ceilalți găsesc rămășițele unui asasin Sith numit Ochi, și un pumnal cu un scris în vechea limbă Sith pe el, pe care programarea lui C-3PO îi interzice să-l traducă. Simțind că Kylo este în apropiere, Rey se ducă să-l înfrunte, în timp ce Primul Ordin capturează Millennium Falcon-ul, pumnalul Sith, și pe Chewbacca. Încercând să-l salveze, Rey distruge din greșeală un transportor de-al Primului Ordin pe care crede că acesta se află. Crezând că Chewbacca a murit, grupul scapă la bordul navei lui Ochi, unde BB-8 îl reactivează și se împrietenește rapid cu vechiul droid al acestuia, D-O.
La sugestia lui Poe, grupul se duce pe Kijimi pentru a decripta textul Sith din memoria lui C-3PO. Acest lucru le dezvăluie locația unei călăuze Sith, dar totodată îi șterge toată memoria lui C-3PO. Rey simte că Chewbacca este încă în viață, iar ea, Poe și Finn se duc într-o misiune de-al salva. În timp ce Kylo o caută pe Rey pe Kijimi, grupul se infiltrează la bordul Distrugătorului său Stelar, cu ajutorul lui Zorii Bliss, o veche prietenă de-a lui Poe. La bordul navei, Rey recuperează pumnalul și are o viziune cu părinții ei fiind omorâți cu acesta. Kylo își dă seama unde se află prin intermediul conexiunii lor și sosește pe navă, unde o informează că este nepoata lui Palpatine și că părinții ei au abandonat-o pe Jakku pentru a o proteja de acesta, înainte de a fi omorâți de Ochi, care a fost trimis de Palpatine s-o găsească. Între timp, Finn și Poe îl salvează pe Chewbacca, dar sunt capturați de stormtrooperi. Totuși, ei sunt salvați de Generalul Hux, care le dezvăluie că el este spionul. În timp ce Rey, Finn, Poe și Chewbacca scapă, Hux rămâne în urmă, dar trădarea sa este rapid descoperită și el este executat.
Grupul sosește pe Kef Bir, unde Rey găsește călăuza printre rămășițele celei de-a doua Stele a Morții. După ce o atinge, ea are o vizine cu ea în calitate de Sith, înainte de a fi confruntată de Kylo, care îi distruge călăuza și începe să se lupte cu ea. Pe moarte, Leia comunică cu fiul ei prin intermediul Forței, distrăgându-i atenția și permițându-i lui Rey să-l înjunghie. Totuși, ea simte apoi moartea Leiei și îl vindecă pe Kylo, înainte de a pleca cu nava lui. Rey se exilează pe Ahch-To, de frică să nu treacă de Partea Întunecată, dar este vizitată de spiritul lui Luke, care o încurajează să-l înfrunte pe Palpatine și îi dă vechea sabie a Leiei. Rey se îndreaptă apoi spre Exegol la bordul vechiului X-Wing al lui Luke, folosind călăuza rămasă din nava lui Kylo. Între timp, Kylo vorbește cu o amintire a tătălui său, Han Solo, care îl convinge să abandoneze Partea Întunecată; astfel, el își aruncă sabia în ocean și redevine Ben Solo. Pe Exegol, Palpatine ordonă unuia dintre Distrugătoarele sale Stelare echipate cu un tun cu laser să distrugă Kijimi.
După ce grupul se întoarce pe Kijimi, R2-D2 îi reinstalează memoria lui C-3PO și primește o transmisie de la Rey, reprezentând coordonatele ei. Folosindu-se de acest lucru, Rezistența atacă flota lui Palpatine pe Exegol, în timp ce Rey îl înfruntă pe Palpatine, care îi cere să-l omoare pentru ca să poată să-și transfere spiritul în corpul ei. În timp ce Lando aduce întăriri din întreaga galaxie pentru a ajuta Rezistența să distrugă flotă de Distrugătoare Stelare, Ben sosește la rândul său pe Exegol și, după ce îi omoară pe Cavalerii Ren, se alătură lui Rey, dar Palpatine simte conexiunea unică a celor doi și absoarbe energia vitală din ei pentru a reîntineri și a-și spori puterile. El atacă apoi flota Rezistenței folosind fulgere, but Rey le reflectă înapoi la el folosind cele două săbii Skywalker, omorându-l atât pe Palpatine, cât și pe sine. Ben o reînvie transferându-și toată energia vitală rămasă la ea și cei doi se sărută, înainte ca Ben să moară și să devină unul cu Forța. Rezistența distruge restul flotei lui Palpatine și se întoarce apoi la baza lor, unde sărbătoresc înfrângere Primului Ordin, împreună cu tot restul galaxiei.
Mai târziu, Rey vizitează vechiul cămin al lui Luke de pe Tatooine, unde îngroapă cele două săbii Skywalker în nisip, întrucât și-a construit una proprie. Un trecător o întreabă apoi numele ei și, după ce vede spiritele lui Luke și Leia uitându-se la ea din depărtare, răspunde "Rey Skywalker".

## Seriale

### Războiul Steand în urmă un tablou memorativ pe Lothal al echipajului Stafiei.lelor: Războiul Clonelor (2003-2005)
Serialul animat este alcătuit din mici episoade de 2-3 minute în primul sezon și aproximativ 10 în al doilea. El relatează evenimente și bătălii din Războiul Clonelor, umplând spațiul dintre Episodul II și III. Totuși, acest serial nu mai este considerat ca facând parte din poveste, ci doar rebootul său din 2008.                                                
În sezonul 1 sunt prezentate diverse bătălii, dar sunt introduse și personaje noi. Unul dintre ele este vanătorul de recompense nemuritor Durge, căruia Obi-Wan Kenobi îi face cu greu față. Alt personaj este Asajj Ventress, o luptătoare antrenată de către Contele Dooku și care este învinsă de Anakin Skywalker, ce și-a folosit furia și aproape a dat în Partea Întunecată. De asemenea, în acest serial apare pentru prima dată Generalul Grievous, introdus ca un vanator nemilos de Jedi.                                                
Sezonul 2 începe cu trecerea lui Anakin la rangul de Cavaler Jedi. Sezonul este mult mai scurt și prezintă doar 2 bătălii principale. Una dintre ele cea de pe Nelvaan, care contribuie foarte mult la dezvoltarea lui Anakin atât ca Jedi, cât și ca adult. A doua este bătălia de pe Coruscant, în urma căruia Cancelarul Palpatine este capturat de Generalul Grievous. Astfel, Anakin și Obi-Wan sunt trimiși într-o misiune riscantă de-al salva, ceea ce duce la începutul Episodului III.                                                

### Războiul Stelelor: Războiul Clonelor (2008-2014)
Serialul animat este un reboot al celui din 2003, și continuarea filmului din 2008 cu același nume. Principalele personaje sunt Anakin Skywalker, maestrul său Obi-Wan Kenobi și noua sa ucenică Jedi, Ahsoka Tano. În serial sunt introduse și personaje noi, majoritatea clone (Rex, Cody, Wolffe, Fives, Gregor etc.), dar și unele mai deosebite precum vanatorul de recompense Cad Bane; liderul unui grup de pirați, Hondo Onaka; sau chiar Savage Opress, fratele lui Darth Maul. Se întorc și personaje care se credeau dispărute, precum Asajj Ventress și Darth Maul, care dorește să se răzbune atât pe Obi-Wan, cât și pe fostul său maestrul, Darth Sidious. Serialul a fost anulat în 2014, dar în 2020 a fost lansat cel de al șaptelea sezon. Ultima parte a sezonului se concetrează pe evenimentele de pe Mandalore care au loc în paralel cu evenimentele din Revenge of the Sith. Ashoka Tano încearcă să afle de la Darth Maul care este planul diabolic a lui Darth Sidious de a prelua controlul Galaxiei și de a distruge Ordinul Jedi prin Ordinul 66. Ordinul 66 ne este prezentat din perspectiva lui Ashoka și a lui Maul.                                                                                                

### Războiul stelelor: Rebelii (2014-2018)
Serialul animat începe cu aproximativ 4 ani înainte de Episodul IV și de Rogue One și prezintă povestea unui grup mic de rebeli care luptă împotriva Imperiului în felul lor propriu, ajungand să facă parte din Alianța Rebelă și să fie cei care încep învingerea Imperiului.
În sezonul 1 este prezentat orfanul Ezra Bridger care trăiește pe planeta Lothal, ocupată de Imperiu. El se alătură unui grup mic de rebeli care constă în Jediul Kanan Jarrus, luptătoarea mandaloriană Sabine Wren, extraterestrul Zeb Orrelios, droidul astromech Chopper și pilotul și căpitanul navei (numită Stafia), Hera Syndulla. Ei încep să lupte împotriva Imperiului, atrăgand atenția agentului imperial Kallus și a misteriosului Inchizitor, liderul așa-numiților ucigași de Jedi. De asemenea, Kanan începe să-l antreneze pe Ezra să devină Jedi, acesta construindu-și propria sabie laser. Ei fac cunoștință și cu niște fețe cunoscute, precum R2-D2, C3PO, Leia și Lando. Grupul reușește să transmită un mesaj întregii galaxii, să înceapă să spere și să lupte împotriva Imperiului, dar Kanan este capturat. Grupul se infiltrează în distrugătorul stelar unde este ținut și îl salvează. Kanan și Ezra îl înfruntă pe Inchizitor care, după ce este învins, se sinucide spunand că există lucruri mult mai rele decat moartea (referindu-se la ce i-ar fi făcut maestrul său, Darth Vader). Grupul reușește să scape și, datorită acțiunilor lor, sunt recrutați în Alianța Rebelă, din care face parte și Ahsoka Tano. Între timp, din cauza ineficienței Inchzitorului, Împăratul îl trimite pe Darth Vader să vanaze echipajul Stafiei.
Sezonul 2 începe pe Lothal, unde Ezra află adevărul despre părinții lui: au murit încercand să elibereze planeta. De asemenea grupul îl înfruntă pentru prima dată pe Darth Vader, de care reușesc cu greu să scape. Ahsoka descoperă identitate lui Vader ca fiind vechiul ei maestru, Anakin Skywalker, și se alătură echipajului Stafiei. Între timp, Vader, la ordinele Împăratului, încetează vanarea echipajului și trimite în schimb doi noi Inchizitori. Grupul continuă să lupte cu Imperiul, sub supravegherea Alianței Rebele, mai precis a comandantului Sato. Ei își fac și aliați noi, precum clonele Rex (care se alătură Alianței), Gregor și Wolffe, dar și piratul Hondo Onaka. La finalul sezonului, Ezra face cunoștință cu Darth Maul pe planeta Malachor care îl învață puțin din căile Părții Întunecate. Între timp, Ahsoka și Kanan se luptă cu cei doi Inchizitori, plus încă unul nou. Ei reușesc să-i omoare cu ajutorul lui Maul, dar acesta îi trădează, îl orbește pe Kanan și fuge. Apare apoi însuși Darth Vader care îi distruge sabia lui Ezra. Ahsoka își duelează îndurerată vechiul maestru, în timp ce ceilalți fug. Templul se prăbușește peste cei doi și, în timp ce Vader reușește să scape, Ahsoka este cel mai probabil omorată iar Ezra consideră că este doar vina lui.
Sezonul 3 are loc la un an după sezonul 2. Ezra este acum un Jedi mult mai experimentat și are o sabie nouă. Totuși, echipajul are și noi inamici, mai precis Guvernatorul Pryce (guvernatorul imperial al planetei Lothal) și pe Amiralul Thrawn. Grupul se reîntalnește cu Darth Maul care, după ce află că Obi-Wan Kenobi este încă în viață, pleacă să-l înfrunte și nu mai este revăzut niciodată, deși Ezra continuă să aibă viziuni cu el. Printre aventurile echipajului, se numără și întalnirea cu niște vechi droizi de luptă care doresc o "ultimă bătălie" cu Rex și alte clone, precum și cu legendarul rebel Saw Gerrera. Între timp Agentul Kallus înțelege că Imperiul este cel rău și devine un spion din interior, dar este prins. Kanan și Ezra o duc pe Sabine pe planeta ei casă, Mandalore, după ce au învățat-o să folosească sabia neagră, specifică liderului planetei. Ea își recucerește planeta din mainile unui clan mandalorian inamic, dar este nevoită să părăsească echipajul. Alianța pregătește un atac pentru a elibera planeta Lothal, dar este o capcană pusă la cale de către Amiralul Thrawn. Căpitanul Sato se sacrifică pentru a le permite celorlalți să scape, în timp ce echipajul Stafiei îl salvează pe Kallus iar Ezra îi cere ajutroul lui Sabine, forțand-o astfel să-și părăsească planeta. Cu ea plecată, un război izbucnește pe Mandalore, dar Hera îi promite s-o ajute.
Ca o poveste secundară, Maul se reîntalnește cu Obi-Wan pe Tatooine, care îl omoară. Maul își acceptă soarta și nu îl mai vede pe Kenobi ca pe un inamic, ci ca pe un vechi prieten care îi promite că "cel ales" îi va răzbuna, referindu-se la tanărul Luke Skywalker.
Sezonul 4 începe cu bătălia de pe Mandalore. Sabine, cu ajutorul prietenilor ei și a clanurilor Mandaloriene cu adevărat loiale planete reușesc să învingă. Sabine îi cedează sabia de lider cuiva vrednic și asigură pacea între toate clanurile, înainte de a se întoarce înapoi în echipajul Stafiei. Restul sezonului are loc pe planeta Lothal și prezintă lupta rebelilor pentru eliberarea acesteia. După ce-l ajută pe Saw Gerrera să afle mai multe despre Steaua Morții și îndeplinesc cateva misiuni pentru Alianță, echipajul începe planul de eliberarea a planetei Lothal. Totuși Hera este capturată și prietenii ei vin s-o salveze. Ei reușesc acest lucru dar cu un mare preț: Kanan se sacrifică pentru a-i salva pe toți ceilalți. După ce își revin după marea pierdere, echipajul Stafiei află că Imperiul are planuri cu Templul Jedi de pe Lothal. Ezra merge sub acoperire și găsește un tablou cu Tatăl, Fiica și Fiul (ființele atotputernice care pot stăpani Forța ca nimeni altcineva), care îi permite să ajungă în Lume dintre Lumii. Aici el aude tot felul de voci, din trecut și viitor (ale lui Yoda, Obi-Wan, Anakin, Ahsoka, Kanan, Leia, Jyn Erso, Maz Kanata, Rey, Poe și Kylo Ren) și găsește și niște portaluri în spațiu timp. Astfel el călătorește în trecut și o salvează pe Ahsoka. Totuși, cei doi sunt întrerupți de Împărat care dorește să folosească puterea acestei lumii pentru a deveni atotputernic, dar are nevoie de cineva care să-l lase înauntru. Grupul reușește să fugă și explodează Templul. 
Rebelii încep misiunea de eliberare a Lothalului, recrutand-și toții vechii prieteni (Rex, Kallus, Wolffe, Gregor, Hondo Onaka și vechea prietenă a lui Sabine, Ketsu) și reușind s-o captureze pe Guvernatorul Pryce. Totuși apare Amiralul Thrawn într-un distrugător stelar, astfel că Ezra se infiltrează la bord, în timp ce restul echipajului distruge un generator, precum și pe Pryce și Rukh (garda lui Thrawn) odată cu el. Dar Gregor este lovit și moare din cauza rănilor. Ezra este oprit de o hologramă a Împăratului care îl tentează să deschidă un portal spre Lumea din Lumi, pentru a-și readuce părinții. Dar Ezra refuză și ajunge la centrul de comandă unde îl confruntă pe Thrawn. Ezra cheamă niște meduze spațiale cu puterea de a călători prin hiperspațiu care se prind de distrugător și îl imobilizează pe Thrawn. Astfel Ezra se sacrifică și dispare împreună cu Thrawn, după ce meduzele zboară prin hiperspațiu spre o locație complet aleatorie și necunoscută. Lothalul este astfel eliberat și cu toții sărbătoresc, în timp ce membrii echipajului Stafiei sunt siguri că vor face față oricărei încercări de recucerire a planete.
Finalul serialului are loc după bătălia de pe Endor, înfrangerea definitivă a Imperiului, la care și Ahsoka și Rex au participat. Încercare de recucerire a Lothalului nu a mai avut loc niciodată și membrii echipajului Stafiei au luat-o pe drumuri diferite. Zeb îl duce pe Kallus pe planeta Lira San pentru a-i arăta că nu este ultimul din specia lui și că el este oricand bine primit între ei. Hera și Rex continuă să lupte pentru Alianța Rebelă și este dezvăluit faptul că Hera a dat naștere unui copil, fiul lui Kanan, numit Jacen Syndulla. Iar Sabine pleacă împreună cu Ahsoka să-l găsească pe Ezra, lăsand în urmă un tablou memorativ pe Lothal al echipajului Stafiei.                                                                                                                                                                                                 

### Războiul Stelelor: Forțele destinului (2017-2018)
Serialul animat arată evenimente din toate erele (de la Războiul Clonelor pană la războiul dintre Rezistență și Primul Ordin), și prezintă mici aventuri ale tuturor personajelor principale feminine din universul Războiul Stelelor. Fiecare episod durează 2-3 minute. Principalele personaje sunt Ahsoka Tano, Padme Amidala, Leia Organa, Hera Syndulla, Sabine Wren, Jyn Erso, Rose Tico și Rey.                                                                                                                                                                                                                                                                                                                                                                                                  

### Războiul Stelelor: Rezistența (2018-2020)
Serialul animat are loc la scurt timp înainte și ulterior după Episodul VII și VIII, și prezintă aventurile lui Kazuda Xiono, un tânăr pilot al Noii Republici, care este recrutat în Rezistență pentru a spiona noua amenințare pe care o reprezintă Primul Ordin.

### The Mandalorian (2019-prezent)
Serialul are loc la câțiva ani după Episodul VI și urmărește povestea unui vânător de recompense Mandalorian singuratic care găsește un copil extraterestru din aceeași specie ca și Yoda, de care jură să aibă grijă cu orice preț, în timp ce are parte de numeroase aventuri periculoace prin galaxie și încearcă să-l returneze pe copil la familia sa.

## Personaje

### Personaje principale
Padmé Amidala  |
C-3PO  |
Lando Calrissian  |
Chewbacca  |
Jabba the Hutt  |
Qui-Gon Jinn  |
Obi-Wan Kenobi  |
Darth Maul  |
Prințesa Leia Organa  |
Palpatine  |
R2-D2  |
Darth Sidious  |
Anakin Skywalker  |
Luke Skywalker  |
Han Solo  |
Darth Vader  |
Mace Windu  |
Yoda  |
Ahsoka Tano  | Rey | Kylo Ren | Finn | Poe Dameron | Generalul Hux | Captain Phasma | B-8 | Jango Fett | Boba Fett | Bib Fortuna | Sebulba | Watto | Wicket | Boss Nass | Contele Dooku | Generalul Grievous | Cancelarul Valorum | Liderul Suprem Snoke

## Filmele
Filmele din seria Războiul stelelor sunt:
1. Războiul stelelor - Episodul I: Amenințarea fantomei - 19 mai 1999
2. Războiul stelelor - Episodul II: Atacul clonelor - 16 mai 2002
3. Războiul stelelor - Episodul III: Răzbunarea Sith - 19 mai 2005
4. Rogue One: O poveste Star Wars - 16 decembrie 2016
5. Solo: O Poveste Star Wars - 25 mai 2018
6. Războiul stelelor - Episodul IV: O nouă speranță - 25 mai 1977 (primul realizat, inițial numit simplu Războiul stelelor)
7. Războiul stelelor - Episodul V: Imperiul contraatacă - 21 mai 1980
8. Războiul stelelor - Episodul VI: Întoarcerea lui Jedi - 25 mai 1983
9. Războiul stelelor - Episodul VII: Trezirea Forței - 18 decembrie 2015[3][4]
10. Războiul stelelor - Episodul VIII: Ultimii Jedi - 15 decembrie 2017
11. Războiul stelelor - Episodul IX: Ascensiunea lui Skywalker - 20 decembrie 2019